# Мунґер
Мунґер (англ. Munger, гінді মুঙ্গের) — місто в індійському штаті Біхар, адміністративний центр округу Мунґер, розташоване на березі Гангу. Історично місто відоме виробництвом зброї, від мечів до вогнепальної зброї.
| Індія | Це незавершена стаття з географії Індії. Ви можете допомогти проєкту, виправивши або дописавши її. |